# 豬口邦子
豬口邦子（日语：／ Inoguchi Kuniko，1952年5月3日—）是一名知名的日本外交官、國際關係學者和政治人物。

## 生平
曾經是自由民主黨所屬的參議院議員、日本常駐裁軍談判會議代表部大使、上智大學名譽教授、日本學術會議委員、地域經濟綜合研究所評議員。出生於千葉縣市川市，先後就讀巴西聖保羅日本人學校、櫻蔭中學校・高等學校、美國康科德學院，後來畢業於上智大學外國語學部德語系，並且在耶魯大學取得政治學博士學位。祖父橫田喜三郎是知名國際法學者、第3代最高裁判所長官，丈夫豬口孝則是知名政治学者、新潟縣立大學校長、東京大学名譽教授，共同養育一對雙胞胎女兒。